# Selatrað
Selatrað [ˈseːlatɹɛa] és una localitat situada a la costa oest de l'illa de d'Eysturoy, a les illes Fèroe. Forma part del municipi de Sjóvar. L'1 de gener de 2021 tenia 22 habitants. Selatrað significa 'lloc de cria de foques'.

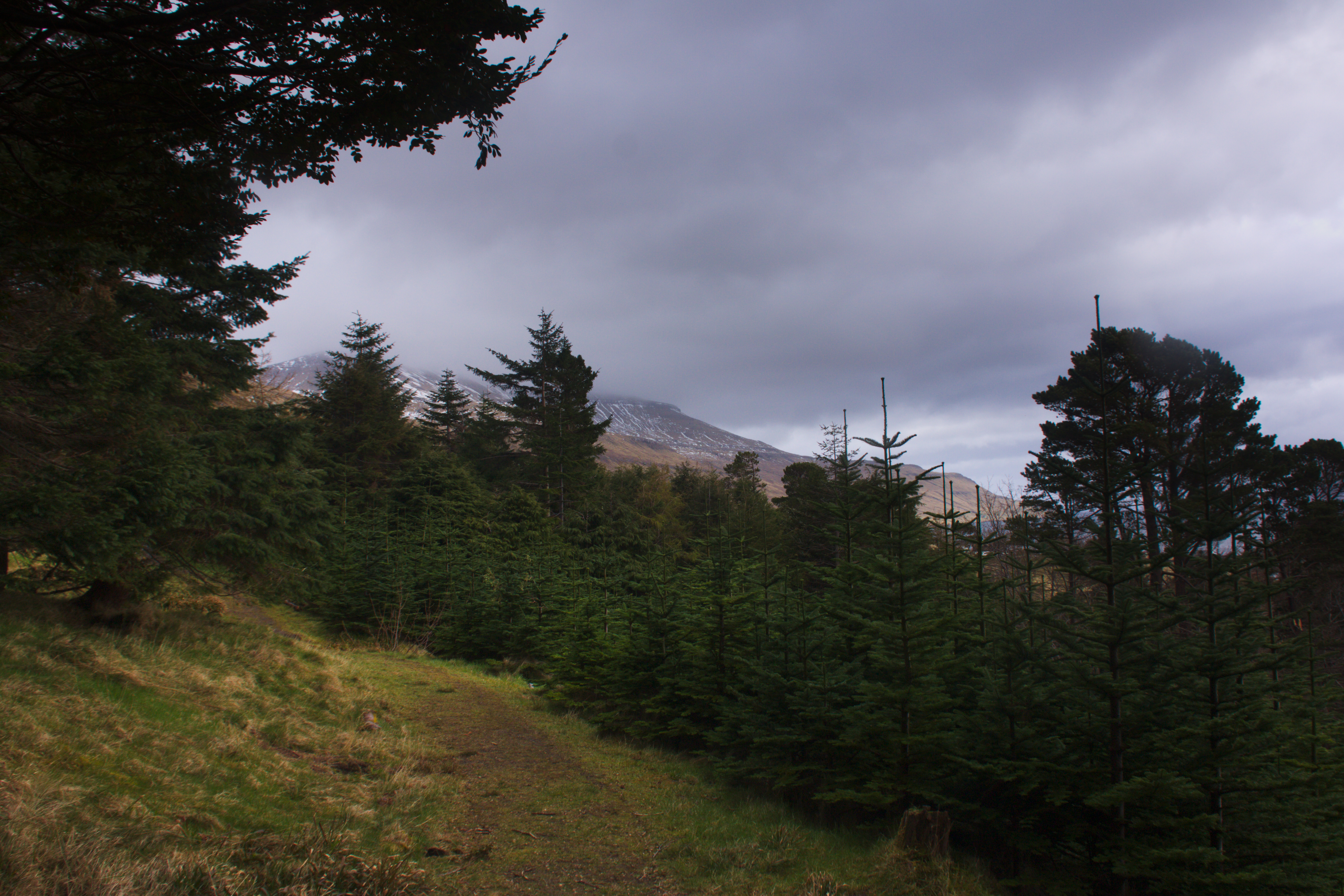
Plantació de Selatrað.

La localitat està situada a la riba oriental de l'estret de Sundini, que separa les illes d'Eysturoy i la de Streymoy. La carretera 669 mor a Selatrað i connecta el poble amb Strendur, la capital municipal, que es troba a 10 km. Cap a l'est hi ha una cadena de muntanyes que separen Selatrað de la riba esquerre del Skalafjørður. Per altra banda, dos rius creuen el nucli del poble: el Sandá, al nord, i el Breiðá, al sud. D'aquestes muntanyes cal destacar els cims del Reyðafelstindur, de 764 m, i el del Kambur, de 611 m.
L'església del poble, la primera de l'arxipèlag feta de formigó, es va construir el 1927. La tercera plantació d'arbres més gran de les Illes Fèroe es troba a Selatrað. Va ser greument danyada per un huracà el 1988, destruint-ne les 2/3 parts. No obstant això, els arbres més grans (els de 20 m d'altura) van sobreviure.
Selatrað va ser una vegada el lloc de reunió parlamentària de tota l'illa d'Eysturoy.